# Јаконо Пјетро (Трапани)
Јаконо Пјетро је насеље у Италији у округу Трапани, региону Сицилија.
Према процени из 2011. у насељу је живело 25 становника. Насеље се налази на надморској висини од 226 м.